# (4664) Hanner
(4664) Hanner es un asteroide perteneciente al cinturón de asteroides, descubierto el 14 de agosto de 1985 por Edward Bowell desde la Estación Anderson Mesa (condado de Coconino, cerca de Flagstaff, Arizona, Estados Unidos).

## Designación y nombre
Designado provisionalmente como 1985 PJ. Fue nombrado Hanner en honor a la científica estadounidense Martha S. Hanner desarrolla su labor en el Laboratorio de Propulsión a Chorro y se especializa en groundbased y espaciales de la materia particularmente en el sistema solar, el polvo de cometas en especial.

## Características orbitales
Hanner está situado a una distancia media del Sol de 2,882 ua, pudiendo alejarse hasta 3,084 ua y acercarse hasta 2,680 ua. Su excentricidad es 0,070 y la inclinación orbital 1,496 grados. Emplea 1787 días en completar una órbita alrededor del Sol.

## Características físicas
La magnitud absoluta de Hanner es 12,5.